# Mack Garage
Mack Garage Veículos Especiais Ltda. war ein brasilianischer Hersteller von Automobilen.

## Unternehmensgeschichte
Das Unternehmen aus Campo Limpo Paulista stellte im ersten Jahrzehnt des 21. Jahrhunderts Automobile und Kit Cars her. Der Markenname lautete Mack Garage.

## Fahrzeuge
Im Angebot standen drei Nachbildungen klassischer Sportwagen. Alle hatten eine offene zweitürige Karosserie aus Fiberglas.
Der Nachbau des AC Cobra basierte auf dem gekürzten Fahrgestell eines Ford Galaxie. Rohre sorgten für zusätzliche Stabilität.
Die Nachbildung des Porsche 550 hatte einen eigenen Rohrrahmen. Verschiedene luftgekühlte Vierzylinder-Boxermotoren oder wassergekühlte Motoren von Volkswagen do Brasil waren im Heck montiert und trieben die Hinterräder an.
Der Nachbau des Porsche 356 Speedster basierte auf dem Fahrgestell des VW Brasília.
Außerdem entstand 2006 eine Kopie des Ferrari F 40.